# エムグラントフードサービス

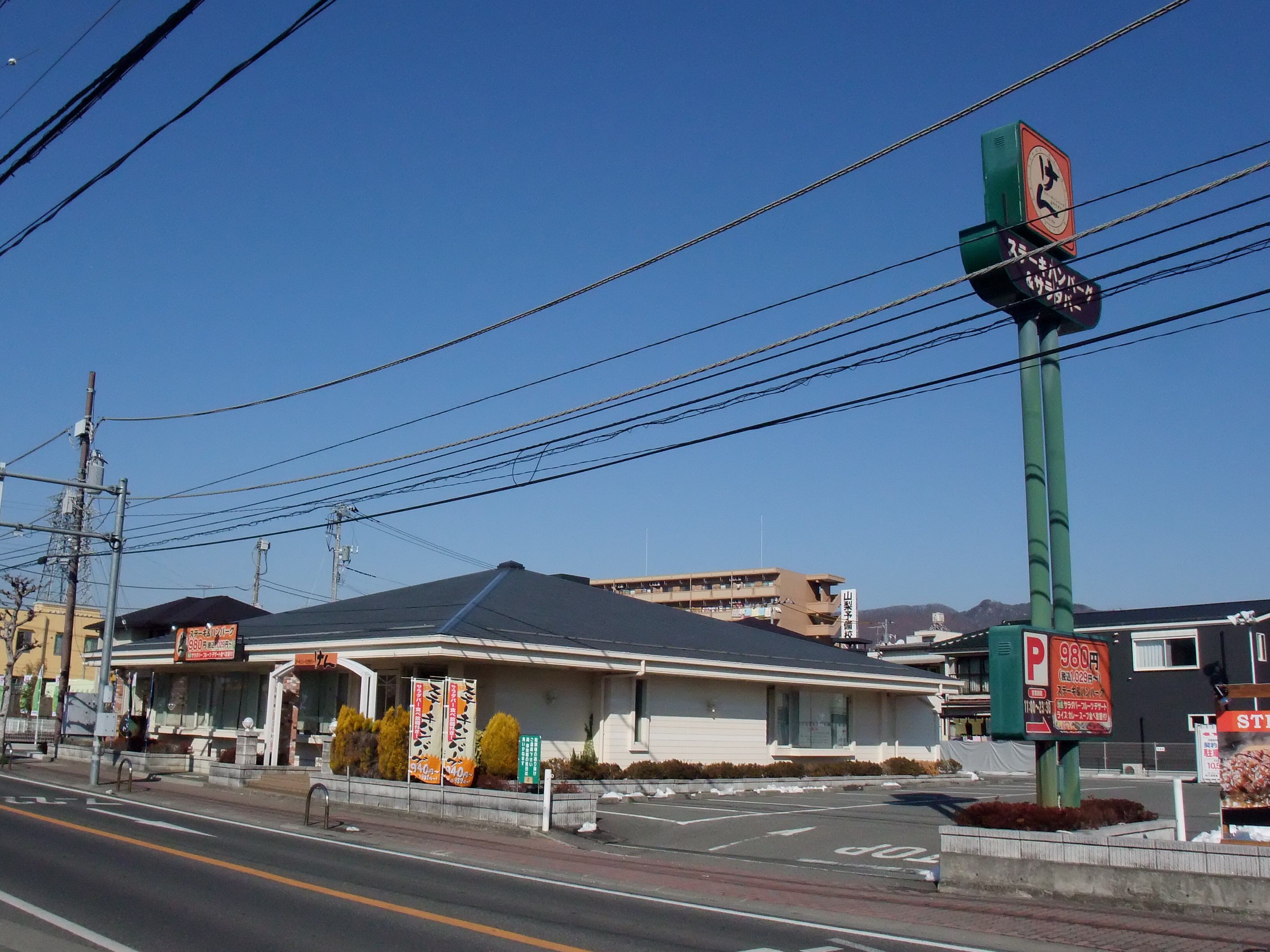
ステーキハウス けん 甲府駅前店（閉店）
すかいらーくの撤退跡に居抜き出店していた

株式会社エムグラント・フードサービス (英語: M'GRANT FOOD SERVICE Co.,Ltd.) は、かつて存在した外食事業とレストラン運営コンサルティング事業を行う企業。「ステーキハンバーグ&サラダバー けん」などを運営していた。創業者は井戸実。

## 概要
井戸実が株式会社まいど在籍中の2005年11月、経営破綻したチコマートより「ステーキ&ハンバーグ いわたき」と「しゃぶしゃぶ&焼肉バイキング トップラン」の経営権を得て、経営不振に陥ったレストランの再生を目的に、飲食事業とコンサルティング事業を開始したのが始まりである。
翌2006年、同社の主力業態「ステーキハンバーグ&サラダバー けん」の事業展開に伴い、株式会社まいどから同事業を分離してエムグラント・フードサービスを設立。同年に1号店として南柏店を開業した（千葉県流山市前ケ崎、最寄り駅は南柏駅。
主に郊外のファミリーレストランなどが撤退した後の居抜き物件を中心に出店を続けていた新興外食産業企業で、同社前社長の井戸は「ロードサイドのハイエナ」を自称していた。また井戸は自身のブログやTwitterなどで過激な発言を繰り返したびたび「炎上」していた。外食チェーン店は外装や看板、インテリアなどを統一するのが一般的であるが、「ステーキハンバーグ&サラダバー けん」ではコストダウンのため、居抜き出店した旧店舗の内外装や備品などをそのまま使用していたため、店舗ごとにインテリアや看板の大きさが異なっていた。加古川市別府町のアリオ加古川の隣の敷地にもあった（もとはバーミヤン）。
店舗運営費のコストダウンや、また将来的に社会保険が適用される労働者の範囲が拡大されることを見越した上で、当該拡大対象から除外されることを狙い、店長への業務委託契約によるオーナー店長化を推進していた。井戸は、他社の業務委託契約の店長が過労死した事件について「自己管理の悪さが原因」として店長を批判している。また井戸は、週40時間以上の水準で時間外労働扱いとなることを否定的に挙げ、労働基準法などの労働規制について、業務や労働が多様化している現状に合致していないと批判していた。
2010年には100店舗を突破。2012年のピーク時には直営店・FC店を合わせた店舗数（他業態を含む）は260店舗を超える規模にまで成長し、2012年3月期は約225億9600万円の売り上げを計上した。
それ以降はすかいらーくのステーキガスト（2010年より）、ロイヤルホストのカウボーイ家族（2012年より）、ペッパーフードサービスのいきなり!ステーキ（2013年より）など大手レストランチェーンのステーキハウス業態拡大による競争が激化。また、2011年2月25日にハークスレイが子会社のハーツグラントフードサービスを通じてステーキけんの近畿本部地区のフランチャイズ契約を締結したが、約1年後の2012年4月27日に同契約を解消した。
これらの要素が重なり、店舗網は減少傾向にあった。さらに2017年には、社員独立制度で独立した元社員が経営するフランチャイジーが連続倒産して店舗数は激減。翌2018年3月期の売上は最盛期の約10分の1となる約24億3,000万円にまで減少した。
事業環境の悪化に伴い、2019年7月には「ステーキハンバーグ&サラダバー けん」事業と「ふらんす亭」の運営をジー・テイスト（現：焼肉坂井ホールディングス）へ譲渡。その後は「ステーキ&ハンバーグ いわたき」の運営とフランチャイズ斡旋業を主力事業としていたが、2020年1月10日に株式会社エムグラント・フードサービスから株式会社MFSへ商号変更。2020年2月28日をもって事業停止。2020年3月16日に東京地方裁判所から破産手続開始決定を受けた。2021年3月4日に法人格が消滅した。

## 沿革
- 1984年（昭和59年）-「いわたき」1号店（野菊野店[17]）が千葉県松戸市野菊野に開店。
- 2005年（平成17年）11月 - 株式会社まいどが「いわたき」など6店舗の経営権を取得。
- 2006年（平成18年）
  - 1月 - 井戸実が株式会社まいどの代表取締役社長に就任。
  - 7月 - ステーキ店「けん」1号店（南柏店）を千葉県流山市前ケ崎に開店。
  - 9月 - 株式会社エムグラント・フードサービス設立、井戸実が同社の代表取締役社長に就任。
  - 12月 - エムグラント、株式会社まいどより飲食事業の譲渡を受ける。
- 2010年（平成22年）4月 - スターゼンの完全子会社である株式会社フードデザインより「ふらんす亭」の営業を受託。
- 2011年（平成23年）7月 - 「とんかつ&サラダバー よしかつ」の経営権を株式会社あどばる（2021年12月にビジョンの子会社化）へ売却。
- 2012年（平成24年）9月11日 - スターゼンから株式会社フードデザインの全株式を井戸実個人で取得[12]。
- 2019年（令和元年）7月 - 「ステーキハンバーグ&サラダバー けん」事業を株式会社ジー・テイストへ、「ふらんす亭」事業をふらんす亭の創業者松尾満治が設立した株式会社ふらんす亭（埼玉県川口市）へそれぞれ譲渡[10]。
- 2020年（令和2年）
  - 1月22日 - 株式会社エムグラント・フードサービスから、株式会社MFSに商号変更。
  - 2月28日 - この日をもって全事業を停止[15]。
  - 3月 - 東京地方裁判所から破産手続開始決定を受ける[4]。
- 2021年（令和3年）3月4日 - 法人格消滅。

## 業態
- ステーキハンバーグ&サラダバー けん - 同社の主力業態。2006年に千葉県流山市前ケ崎に1号店を開店。郊外のロードサイドを中心に店舗展開。43店舗を運営していた。[いつ?]
- ステーキと焙煎カレー ふらんす亭 - 2010年4月にスターゼンより営業を受託。
- ステーキ&ハンバーグ いわたき - 1984年に千葉県松戸市に1号店を開店、2006年にエムグラントに事業譲渡された。エムグラントの破産後は、フランチャイジーだった株式会社ベイサイド・ダイニング（神奈川県藤沢市）に引き継がれた。
- 博多水炊きふくのかみ - 東京都品川区西五反田に本店があった。現在は全て閉店。
- ちりとり鍋はまじろう - 東京都港区浜松町に本店があった。現在は閉店。

## 関連会社
- 株式会社ヴォーノテーブルコーポレーション（東京都港区新橋） - ヴォーノ・イタリアの東日本本部。2020年11月13日に自己破産を申請。2021年4月6日に法人格消滅。
- 株式会社キャンディーBOX（東京都新宿区） - ピザ店「CONA」や居酒屋を展開していた企業。2021年8月1日に株式会社INGS（東京都新宿区）に吸収合併。
- 株式会社フードデザイン - かつてふらんす亭を展開していた企業。法人間で直接の資本関係は無いが、エムグラントの社長だった井戸実が株式を100%保有し、店舗の運営をエムグラントに委託していた。

### かつて存在したフランチャイジー
- 株式会社シーサイドビルディング（東京都板橋区中板橋） - 2017年11月7日破産手続開始決定。2018年6月21日法人格消滅。
- 株式会社サンクスプラス（東京都渋谷区道玄坂） - 2017年1月27日破産手続開始決定。2017年10月11日法人格消滅。
- 株式会社WIZARD - 2017年2月1日破産手続開始決定。

## 不祥事

### O157による食中毒
2011年10月23から24日にかけて、神奈川県相模原市南区のステーキ店「けん」鵜野森店で食事をした客3人から腸管出血性大腸菌O157を検出。11月8日、市保健所は同日から3日間の営業停止とした。